# Mrtvo ime
Mrtvo ime je ime transrodne ili nebinarne osobe koje je ta osoba dobila po rođenju, a u međuvremenu ga je, zbog rodne neusaglašenosti, promijenila. Upotreba ovog imena bez pristanka te osobe smatra se diskriminacijom. Upotreba mrtvog imena može biti slučajno; međutim, može se koristiti i za "agresivno odbacivanje" rodnog identiteta osobe.
Koncept mrtvog imena izazvao je znatne kontroverze. Pristalice normalizacije transrodnog identiteta tvrde da je korištenje mrtvog imena dio neprijateljstva koje doživljajaju trans osobe. Mrtvo ime mogu slučajno koristiti i ljudi koji inače podržavaju trans osobe, poput podržavajućih članova obitelji ili dugogodišnjih prijatelja koji još nisu navikli na korištenje novog imena pojedinca. Međutim, ova pojava može biti i očita agresija ili suptilna mikroagresija koja ukazuje na to da meta nije u potpunosti prepoznata kao član društva.
Čak i među onima koji podržavaju trans identitete, postoji spor oko prikladnosti upotrebe bivših i mrtvih imena kao legitimnog koncepta. Christopher Reed, profesor povijesti i izučavatelj queer kulture, tvrdio je da prigovaranje mrtvom imenovanju "koči napore ka samoprihvaćanju i integraciji". Drugi tvrde da sloboda korištenja mrtvih imena nije obuhvaćena načelima akademske slobode. Sporovi oko legitimiteta korištenja mrtvih imena doveli su do oštrih sporova u queer zajednici, neki vjeruju da je samo korištenje mrtvih imena opipljiva šteta, a drugi tvrde da je potez za sprečavanje mrtvih imena jednak "kampu za preodgoj".
Znanstvenici koji se bave queer kulturom teoretizirali su da trans ljudi inzistiraju na sprječavanju korištenja mrtvih imena dijelom i kao strategija samopotvrđivanja onoga što dolazi: "inzistiranjem na primatu sadašnjosti, nastojanjem brisanja prošlosti ili čak emocionalnim lociranjem "pravog sebe" u budućnosti, to nedostižno mjesto na kojem društvena prihvaćemost izgleda veća." Ispravljanje mrtvog imena od strane trećih strana navodi se kao način podrške trans ljudima.

## Prepreke
U nastojanju da ju se prestane nazivati mrtvim imenom, trans osoba ponekad nailazi na velike birokratske i administrativne preprekame. Sama promjena zakonskog imena zahtijeva dosta vremena, novca i truda; nadalje, promjena odgovarajućih podataka poput imena, e-pošte, rasporeda nastave u nekim institucijama (poput škole) može biti otežana.